# 沖縄県道239号与那城具志川線
沖縄県道239号与那城具志川線（おきなわけんどう239ごう よなしろぐしかわせん）は沖縄県うるま市与那城屋慶名と川田とを結ぶ一般県道。

## 概要

### 区間
- 起点：うるま市与那城屋慶名（沖縄県道37号線）
- 終点：うるま市字川田（沖縄県道33号具志川沖縄線・予定）
- 総延長：11.1km
- 実延長：3.1km（2009年）

### 通過自治体
- うるま市

### 交差する路線
- 沖縄県道37号線（起点）
- 沖縄県道8号線（うるま市勝連平敷屋）
- 沖縄県道16号線（予定）
- 沖縄県道33号具志川沖縄線（終点予定）

### 主な施設
- 米軍ホワイトビーチ（うるま市勝連平敷屋）

## 歴史・特徴
- 1953年（昭和28年）に与那城村（現うるま市）与那城 - 屋慶名（現うるま市与那城屋慶名）の屋慶名港が琉球政府道31号線として指定。1972年（昭和47年）5月15日の本土復帰で県道31号線となった。
- 1993年（平成5年）にそのうち勝連町平安名 - 与那城村屋慶名の海中道路入口交差点が伊計平良川線（県道10号）として主要地方道に昇格。そして残りの区間が県道31号線を廃止した上で、1994年（平成6年）3月[1]、新たに現路線として指定された。
- ながらく起点からの旧県道31号区間のみだったが、2007年（平成19年）12月25日には与那城屋慶名 - 勝連平敷屋の2.3kmの区間が開通。さらに終点まで整備する予定で完成すれば与勝半島を循環することになる。
- 県道37号線が1993年（平成5年）にうるま市具志川 - 与那城中央間にバイパスが開通したため、今後同区間に並行する旧道がこの路線に編入される可能性がある。